# 何友 (明朝)
何友（？—？），金台人，明朝政治人物。
何友曾于天顺六年(1462年)接替王庭任邵武府知府一职，天顺七年(1463年)由季亨接任。